# Ложа (театр-студия)
Театр «Ложа» — кемеровский театр-студия при КузГТУ им. Т. Ф. Горбачёва, основанный в 1991 году Евгением Гришковцом.
Спектакли в театре «Ложа» авторские, то есть режиссёр никогда не ставит чужие пьесы. Авторами спектаклей в театре «Ложа» является режиссёр, в соавторстве с актёрами. Спектакли созданы в технологии «коллективной импровизации», вербатим.
С 2003 года художественным руководителем театра является Сергей Сергеевич Наседкин. До него, с 1999 года, пост художественного руководителя занимал Константин Евгеньевич Галдаев.

## История

### Создание театра
Театр «Ложа» был создан Евгением Гришковцом осенью 1990 года. Первый спектакль — «Мы плывём», премьера состоялась 27 марта 1991 г. в Кемеровском Доме Художника.
В 1991 году театр переезжает в 7-й корпус КузПИ (Кузбасский политехнический институт, в дальнейшем КузГТУ — Кузбасский государственный технический университет) и становится театром — студией этого института.
В 1991 году со спектаклем «Мы плывём» театр участвовал в фестивалях в г. Екатеринбург, Санкт-Петербург, Пермь.
В 1992 году был создан спектакль «Сингулярия тантум» («Постоянное единственное число»). С этим спектаклем театр участвует на фестивале в г. Екатеринбурге.
В 1993 году было создано два спектакля: «Титаник» и «Полное затмение». В этом же году театр участвует в фестивалях в городах Пермь, Екатеринбург и Лазаревское (Сочи) со спектаклем «Титаник» и в г. Новокузнецке со спектаклем «Полное затмение».
В 1994 году был создан спектакль «Осада», в котором впервые была использована живая музыка. С этим спектаклем театр участвует в фестивалях в городах Пермь и Глазов в том же 1994 году.
Спектакль «Зима» был создан в 1995 году в жанре «наглядной информации». С этим спектаклем театр участвует на международном фестивале «Театральные опыты — 95» в г. Челябинске. В этом же году театр «Ложа» гастролирует в городе Гент (Бельгия) со спектаклем "Мы плывём. С этим же спектаклем театр участвует на международном фестивале «Focus — 96» в г. Гмюнд (Австрия).
В 1996 г. театр «Ложа» побывал на двух международных фестивалях в Южной Корее: в городах Чун-Чон и Массан. Там театр представлял спектакль «Мы плывём».

### Уход из театра Евгения Гришковца
В 1999 году художественным руководителем театра «Ложа» становится Галдаев Константин Евгеньевич, актёр театра с 1991 года. С его приходом театр приступает к постановке спектакля «Угольный бассейн» в жанре «Вербатим».
Премьера этого спектакля состоялась на фестивале молодой драматургии «Любимовка — 2000» в Москва. На фестивале «Сибальтера» в Новосибирске в 2000 году этот спектакль получил первую премию, и три спецприза: «Новация», «За лучшую мужскую роль» (весь коллектив) и «За воплощение идеи независимого театра». В том же 2000 году «Угольный бассейн» участвовал в фестивале «Документальный театр» в Москве.
В 2002 г. по приглашению театра «Роял Корт», Британского культурного совета театр «Ложа» со спектаклем «Угольный бассейн» отправляется в город Лондон на гастроли. В этом же 2002 г. спектакль «Угольный бассейн» был представлен ещё на трех фестивалях. «Сибирский транзит» (Иркутск), «Сибальтера» (Омск), «Новая драма» (Москва и Нижний Новгород).

В 2003 году художественным руководителем театра «Ложа» становится Наседкин Сергей Сергеевич, актёр театра с 1991 года. В том же году театр «Ложа» участвует в международном фестивале «Фествухен» г. Вена (Австрия) со спектаклем "Планета неведомых сил добра.
В это же время актёр театра «Ложа» Евгений Сытый снялся в кинофильме «Коктебель» реж. Б. Хлебников, А. Попогребский.
В 2004 году театр «Ложа» принимает участие в Юбилейной Гастрольной программе фестиваля «Золотая Маска» со своими двумя спектаклями «Угольный бассейн» и «Планета неведомых сил добра».
В 2006 году актёры театра «Ложа» Евгений Сытый и Сергей Наседкин снимаются в фильме Б. Хлебникова «Свободное плавание».
В 2008 году театр участвует в фестивале «Новая драма» (Москва Театр «Практика»).
В 2009 году выходит фильм «Сумасшедшая помощь» реж. Б. Хлебников. В главной роли Евгений Сытый. Так же в эпизодах играли актёры театра «Ложа» — Сергей Наседкин, Александр Белкин, Владимир Коробейников. Евгений Сытый продолжает по сей день сниматься в фильмах разных режиссёров. В ноябре 2012 года впервые в кемеровском кинотеатре состоялась премьера фильма с участием актёров «Ложи». Это фильм Б. Хлебникова «Пока ночь не разлучит».
В январе 2013 года театр «Ложа» начинает работу над спектаклем «Nota Bene» (Принять к сведению). Режиссёром спектакля становится Евгений Сытый. Спектакль, в котором молодые актёры в виде лекции рассказывают о падениях, Сибири, погребе, матах и животных. Спектакль показывают на местных фестивалях, где он получает гран-при за лучший спектакль.
Апрель 2016 года подарил ещё один спектакль — «Паразиты», режиссёр Сергей Наседкин.
В 2017 году театр «Ложа» отправляется в город Братск на фестиваль «У Братского Моря» с обновлённым спектаклем «Полное затмение», где получает приз «За оригинальный авторский спектакль».

## Спектакли

### Все спектакли
- «Мы плывём» — 1991 г. реж. Е. Гришковец
- «Сингулярия тантум» — 1992 г. реж. Е. Гришковец
- «Титаник» — 1993 г. реж. Е. Гришковец
- «Полное затмение» — 1993 г. реж. Е. Гришковец
- «Осада» 1994 г. реж. Е. Гришковец
- «Зима» 1995 г. реж. Е. Гришковец
- «По По» 1995 г. реж. Е. Гришковец. Это единственный спектакль, который не является авторским, создан по мотивам произведений Эдгара По.
- «Люди в поисках гармонии» — 1996 г. реж. Е. Гришковец
- «Волиум» — 1997 г. реж. Е. Гришковец
- «Все беды» — 1997 г. реж. Е. Гришковец
- «Было тихо» 1997 г. реж. Е. Гришковец
- «Угольный бассейн» — 2000 г. реж. К. Галдаев
- «Падения» — 2001 г. реж. К. Галдаев
- «Планета неведомых сил добра» — 2001 г. реж. М. Какосов
- «Покет Моби Дик» — 2003 г. реж. М. Какосов
- «Так оно и было» — 2003 г. реж. К. Галдаев.
- «Плохой спектакль» — 2004 г. реж. Е. Сытый
- «Новогодняя сказка» — 2005 г. реж. Е. Сытый
- «Закон природы» — 2007 г. реж. Е. Сытый
- «Резервация. Кино, в котором я живу» — 2010 г. реж. С. Наседкин
- «Сказ о том как Чудо, спорт и Иностранец к Новому Году разбираться ходили» — 2012 г. реж. Е. Сытый
- «Nota Bene» — 2013 г. реж. Е. Сытый
- «Паразиты» — 2016 г. реж. С. Наседкин
- «Члены предложения» — 2017 г. реж. С. Наседкин
- «Шестой континент» — 2019 г. реж. А. Белов
- «Детский мат» — 2021 г. реж. С. Наседкин